# Werner Mory
Werner Mory (Zottegem, 22 januari 1954) is een Belgisch voormalig atleet

## Loopbaan
Mory begon op vijftienjarige leeftijd met veldlopen bij Atletiekclub Zottegem. Begin 1975 won hij zijn eerste nationale veldloop bij de seniores te Sint-Pieters-Leeuw. Eind dat jaar liep hij zijn eerste internationale wedstrijd in Manresa (Spanje), waar hij zevende werd.
Naarmate hij ouder werd begon de interesse voor wegwedstrijden te groeien. Op 34-jarige leeftijd begon Mory ook met het onderdeel marathon. Hij werd driemaal geselecteerd voor de wereldkampioenschappen veldlopen en eenmaal voor de wereldbeker marathon. In 1980 won hij de eerste editie van de 20 km door Brussel.
Mory liep in zijn carrière 481 wedstrijden en kwam evenveel keer over de eindstreep. Hij behaalde 255 podiumplaatsen en 139 overwinningen. In 1999 verscheen over Werner Mory een geïllustreerd boek met als titel "Ik heb 481 maal niet opgegeven".

## Persoonlijk record
| Afstand  | Tijd    | Datum             | Plaats  |
| -------- | ------- | ----------------- | ------- |
| marathon | 2:14.53 | 10 september 1989 | Berchem |

## Palmares

### veldlopen
- 1979:  Internationale veldloop "Beker der Vriendschap" te Dudenhofen (Duitsland)
- 1981:  "Cross der Jongeren" te Westerlo
- 1983: 137e WK in Gateshead
- 1983:  "Cross der Jongeren" te Westerlo
- 1984: 79e WK in New York
- 1988: 87e WK in Auckland

### 10 mijl
- ?:  Saint-Barthélemy - 48.16

### 20 km
- 1980:  20 km door Brussel - 1:03

### 25 km
- 1987:  Wessem - 1:16.29

### halve marathon
- 1989:  halve marathon van Gent - 1:04.57

### marathon
- 1989: 35e Wereldbeker marathon in Milaan - 2:17.39
- 1989:  Guldensporenmarathon - 2:18.42
- 1989:  marathon van Berchem - 2:14.53
- 1990: 6e marathon van Rome - 2:14.29 (67 meter tekort)

## Morypad, Mory-omloop en Moryloop
Het Morypad en de Mory-omloop zijn naar hem vernoemd. Het Morypad is ongeveer 1850 meter en is gelegen aan de burcht te Herzele. Het werd in 2011 omgevormd tot een Finse piste. De Mory-omloop heeft een afstand van ongeveer 9 km; het is een landelijk parcours met veld- en asfaltwegen. De Moryloop werd in 2000 voor het eerst georganiseerd.